# Swertia engleri
Swertia engleri är en gentianaväxtart som beskrevs av Ernest Friedrich Gilg. Swertia engleri ingår i släktet Swertia och familjen gentianaväxter. Utöver nominatformen finns också underarten S. e. woodii.